# Eibia G.m.b.H. für chemische Produkte

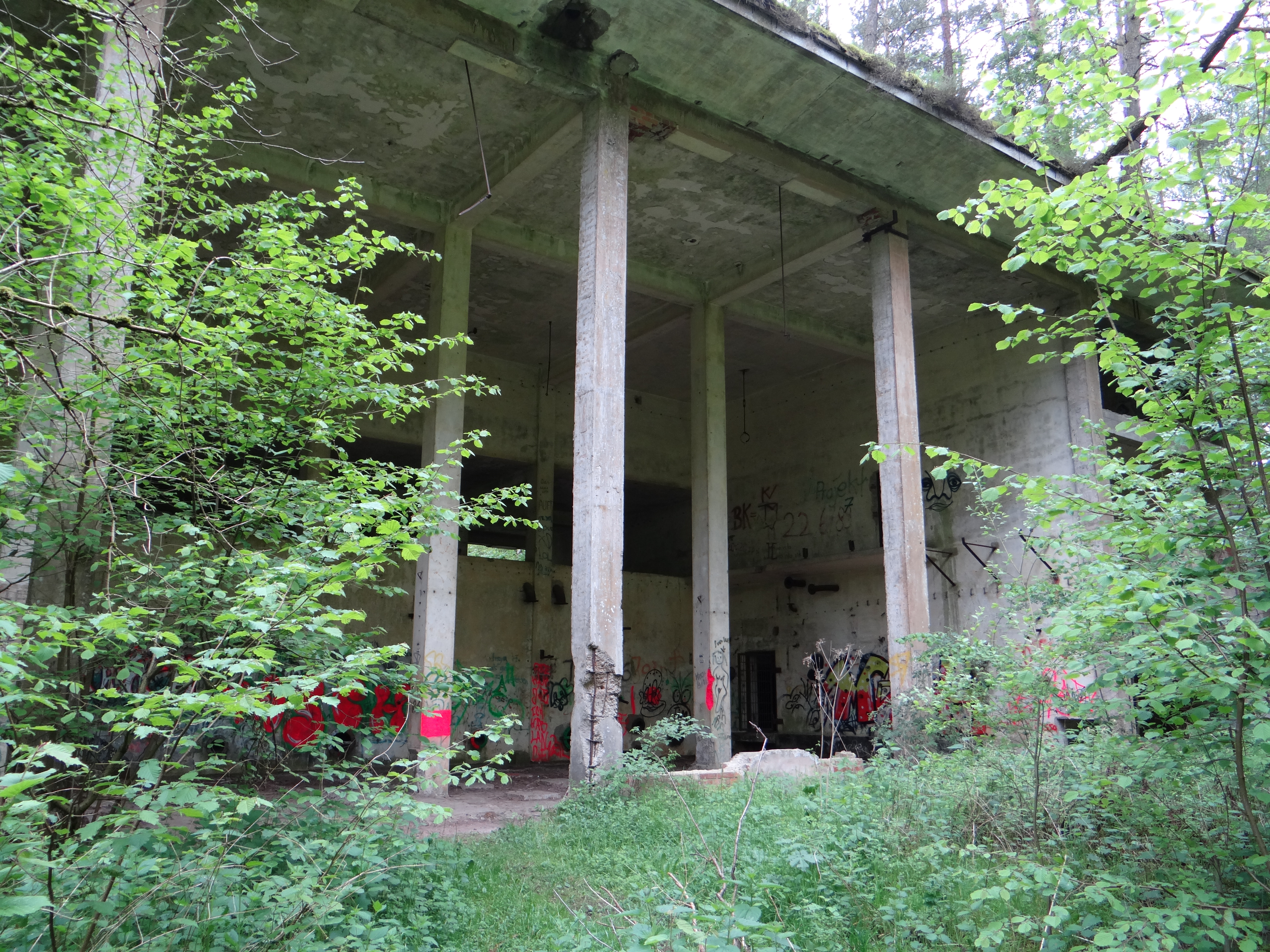
Reste der Grundwasser-Filterstation der Anlage Weser

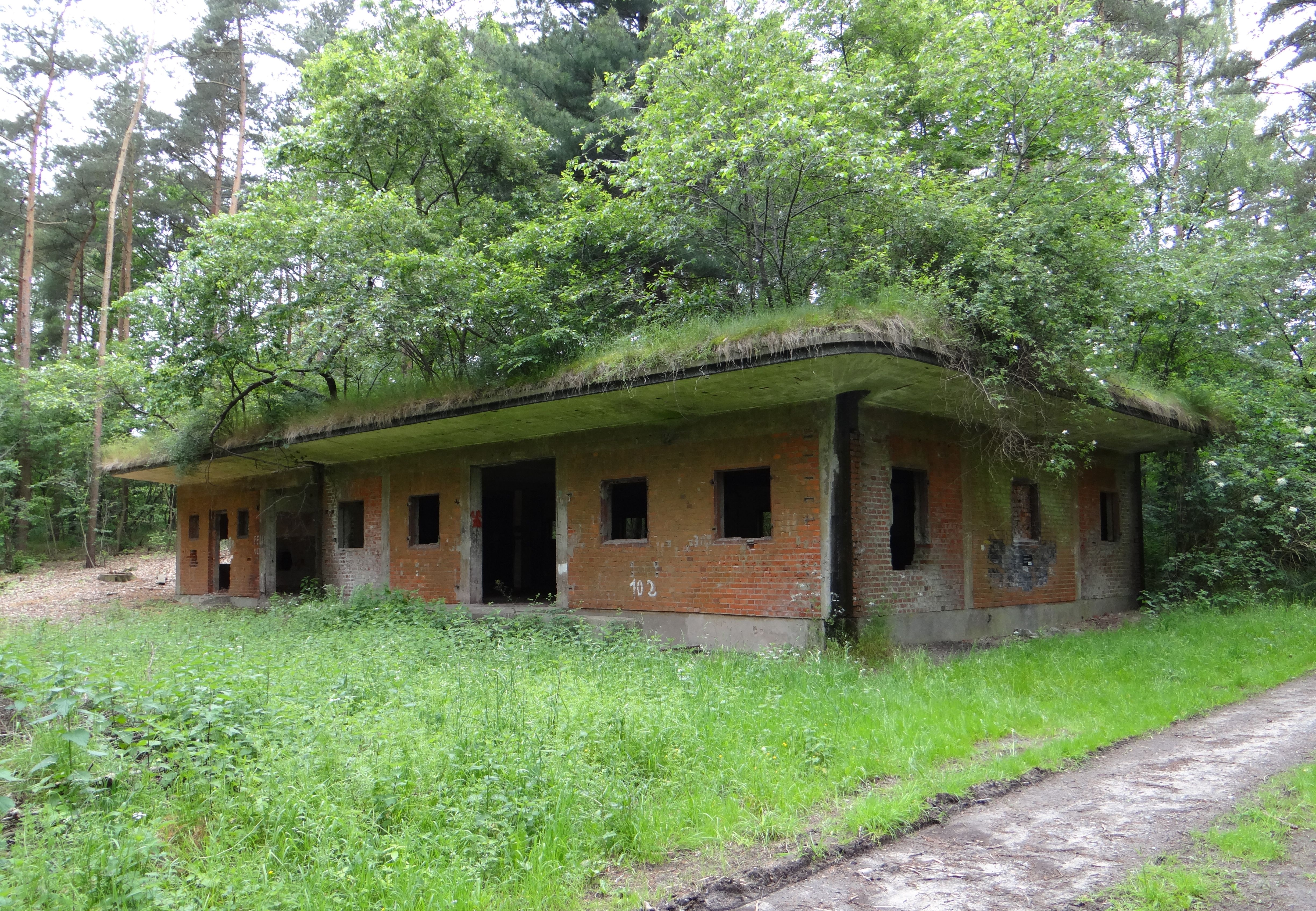
Aufenthaltsgebäude der Anlage Weser

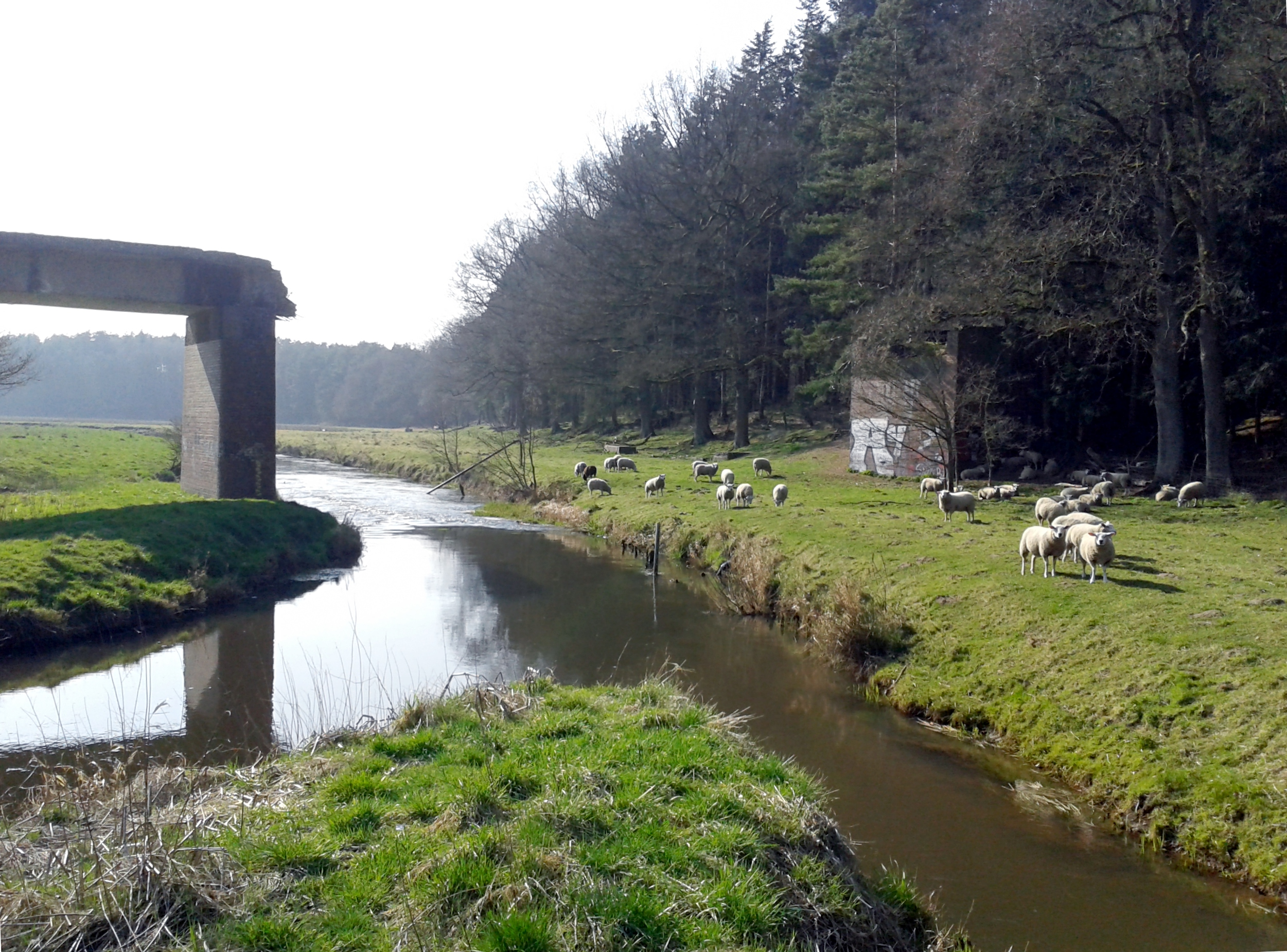
Gesprengte Eisenbahnbrücke der Anlage Walo II an der Bomlitzmündung

Die EIBIA G.m.b.H. für chemische Produkte war ein deutsches Chemie- und Rüstungsunternehmen, das in Bomlitz in der südwestlichen Lüneburger Heide ansässig war. Es entwickelte sich von 1938 bis zum Ende des Zweiten Weltkrieges mit fünf Produktionsanlagen an drei Standorten zum größten Produzenten des Deutschen Reiches für Schießpulver.

## Rechtsform und Entwicklung
Die Eibia wurde als Tochterunternehmen der Firma Wolff & Co. in Bomlitz gegründet, war aber dem Reichswehrministerium gegenüber verantwortlich. Verwaltende Rechtsnachfolgerin ist heute die IVG Immobilien in Bonn.
Zweck der Eibia war der (scheinbar rein) privatwirtschaftliche Betrieb von Rüstungsfabriken, die zuvor im Auftrag des Oberkommandos des Heeres (OKH) durch die Firma Wolff & Co. als Bauherrin errichtet worden waren. Das OKH übergab die Anlage dann der vom Heereswaffenamt übernommenen Treuhandfirma Verwertungsgesellschaft für Montanindustrie GmbH (kurz Montan G.m.b.H.) in München, die sie dann der Eibia für 30–50 % des Gewinns aus der Pulverfabrikation verpachtete. Diese Rechtskonstruktion, Montan-Schema oder auch Rüstungsviereck genannt, diente der Tarnung der staatlichen Intervention, hielt aber auch die jeweiligen Anlagenerbauer, in diesem Fall die Firma Wolff & Co., aus dem späteren Betriebsablauf heraus.
Die Firma Wolff & Co. verfügte damals über eine fast hundertzwanzigjährige Erfahrung in der Pulverfabrikation und hatte sich im Ersten Weltkrieg auch bei der Herstellung von militärischen Sprengstoffen einen Namen gemacht. Ihr technischer Stand war dem Reichswehrministerium deshalb bekannt. Das Oberkommando des Heeres trat bald nach der „Machtergreifung“ der Nationalsozialisten an die Firma heran, um eine erneute Fertigung für das Militär zu vereinbaren. Nach einer erfolgreichen aufwändigen Versuchsphase wurde am 26. Oktober 1938 die Eibia G.m.b.H. gegründet. Anfänglich war sie organisatorisch noch von der Muttergesellschaft abhängig, überflügelte diese dann aber rasch an Größe und Produktionsvolumen. Der Name nimmt Bezug auf die Eibe, der eine Bedeutung bei der Waffenherstellung bei den Germanen nachgesagt wird.
Die Eibia war zu Kriegsende Betreibergesellschaft dreier großer Produktionsanlagen; zum einen bei Bomlitz (Tarnname: Anlage Walo II), zum anderen an der Mittelweser bei Dörverden (Anlage Weser) und Liebenau (Anlage Karl). Außerdem hatte zuvor die Firma Wolff & Co. an ihrem Stammsitz in Bomlitz in der Versuchsphase, die der Firmengründung der Eibia seit Juni 1935 vorausgegangen war, zwei kleinere Betriebe (Anlagen Waldhof und Walo I) im Auftrag des OKH errichtet. Die Eibia übernahm diese kleineren Betriebe mit ihrer Gründung. Eine Abteilung der Anlage Walo II befand sich außerdem nördlich von Bomlitz (Löverschen).

## Produktionsanlagen
Die Produktionsstandorte der früheren Eibia liegen in Nachbarschaft der Muttergesellschaft in Bomlitz. Die späteren Anlagen sind zur schiffbaren Weser hin orientiert. Wegen der Anlage unterirdischer Bauten ist allen Standorten gemeinsam, dass ihr Untergrund sandig ist (mit allenfalls geringen Lehmlagen) und dazu einen großen Grundwasserflurabstand aufweist. In Bomlitz ist dies durch die Lage an der Oberkante von Steilhängen, die ins Bomlitz- und ins Warnautal hinabführen, gegeben. In der Eickhofer Heide bei Liebenau und Steyerberg sorgen die bis zu 50 Meter aufragenden Endmoränen der Heisterberge für Baugrund ohne Staunässe. Lediglich der Standort Dörverden erlaubte angesichts nur vereinzelter alter Binnendünen kaum unterirdische Bauten. Überdies erschwerte dort ein fehlendes Gesamtgefälle die Wahrung eines typischen Eibia-Bauprinzips, nach welchem der Produktionsablauf dem natürlichen Hanggefälle folgte, um gefährliche Pumpvorgänge zu minimieren. Die einzelnen Anlagen wurden mit großen Sicherheitsabständen erstellt, auch um die Wirkung von Luftangriffen zu minimieren. Die rund 1200 Gebäude der fünf Eibia-Anlagen waren zum größeren Teil oberirdisch, rund 100 waren unterirdisch und etwa 270 umwallt. Fast alle Gebäude, bis auf einige Verwaltungsgebäude, wurden in Waldgebieten errichtet und erhielten massive, weit vorkragende Beton-Flachdächer, die mit Bäumen bepflanzt wurden. Die Wege waren meist als geschwungene Hohlwege, teilweise auch im Tunnel angelegt, um Explosionswirkungen zu begrenzen. Der Elektro- und Handkarrenbetrieb erforderte geringes Gefälle und machte vereinzelt sogar Serpentinen notwendig.
Auch die äußere Verkehrsinfrastruktur wurde ausgebaut und ergänzt. Bemerkenswert bei den Bomlitzer Eisenbahnanlagen war ein leistungsfähiger Ein-Richtungs-Betrieb, der die Werkbahn Wolff, die Heidebahn zwischen Walsrode und Honerdingen, sowie die Bahnstrecke Bremervörde–Walsrode zwischen Walsrode und Cordingen einbezog. Die Anlagen nahe der Mittelweser erhielten neben dem Bahn- und Straßennetz auch je einen Hafen. Die vom OKH getragenen Investitionskosten betrugen 380 Millionen Reichsmark.
Die Produktionsanlagen sind punktuell später noch erweitert worden, zum Teil allerdings auch in reduzierter Form errichtet worden. Mangels ausreichender Nachfrage nach Nitrocellulose-Pulver (NC-Pulver) wurde bei der Anlage Weser nur die halbe vorgesehene Kapazität realisiert. Unter anderem wurde der Weiterbau des zweiten 7500-kW-Kraftwerkes eingestellt.
Für die Verwaltung und den Eibia-Gesundheitsdienst in Benefeld wurden außerhalb des Betriebes an Stelle des Hofes Nonnenwald Gebäudekomplexe betont ziviler Architektur errichtet. Die Verwaltung der Anlage Weser war im schlossartigen Heysenhof zwischen Dörverden und Hassel untergebracht, die der Anlage Karl im Schloss Eickhof bei Liebenau. Für die Arbeiter wurden Wohnlager errichtet, die sich in ihren Standards sehr unterschieden. Sie reichten von der Siedlung für Facharbeiter und Ingenieure (Warnautalsiedlung in Benefeld) über standardisierte Doppel- und Reihenhaussiedlungen hin zu Steinbarackenlagern und schließlich Holzbarackenlagern.
| Standort              | Bomlitz                                                             | Bomlitz                                                             | Bomlitz                                                             | Bomlitz                                                             | Dörverden                                                 | Liebenau / Steyerberg                                      |
| Tarnname der Anlage   | Waldhof                                                             | Walo I                                                              | Walo II (Fertigung)                                                 | Walo II, Abt. Löverschen                                            | Weser (m. Abt. Diensthop)                                 | Karl                                                       |
| --------------------- | ------------------------------------------------------------------- | ------------------------------------------------------------------- | ------------------------------------------------------------------- | ------------------------------------------------------------------- | --------------------------------------------------------- | ---------------------------------------------------------- |
| Örtlichkeit           | Fuchsberg                                                           | Fuhrenkamp                                                          | Lohheide                                                            | Großer Löverschen                                                   | Drübberholz                                               | Eickhofer Heide                                            |
| Lage                  | 52° 55′ N, 9° 39′ O                                                 | 52° 54′ N, 9° 39′ O                                                 | 52° 54′ N, 9° 38′ O                                                 | 52° 58′ N, 9° 40′ O                                                 | 52° 49′ N, 9° 13′ O                                       | 52° 36′ N, 9° 2′ O                                         |
| Grundbesitz vorher    | Wolff & Co.                                                         | örtliche Bauern                                                     | örtliche Bauern                                                     | (?)                                                                 | örtliche Bauern                                           | v. Eickhof-Reitzenstein, örtliche Bauern                   |
| Bauzeit               | 1935–1936                                                           | 1937–1938                                                           | 1938–1940                                                           | (?)                                                                 | 1939–1941                                                 | 1939–1941                                                  |
| Baubeteiligte (max)   | (?)                                                                 | (?)                                                                 | 3000                                                                | (?)                                                                 | (?)                                                       | 4000                                                       |
| Fläche (ha)           | 36                                                                  | 32                                                                  | 180                                                                 | 78                                                                  | 425                                                       | 1350                                                       |
| Geb. aufstehend       | 67                                                                  | 27                                                                  | 168                                                                 |                                                                     | 198                                                       | 250                                                        |
| Geb. umwallt          | 28                                                                  | 13                                                                  | 56                                                                  |                                                                     | 68                                                        | 104                                                        |
| Geb. unterird.        | 26                                                                  | 11                                                                  | 38                                                                  |                                                                     | 7                                                         | 21                                                         |
| Geb. unbezeichnet     |                                                                     |                                                                     |                                                                     | 87                                                                  | 30                                                        | 17                                                         |
| Gebäude gesamt        | 121                                                                 | 51                                                                  | 262                                                                 | 87                                                                  | 303                                                       | 392                                                        |
| Kraftwerke (kW)       | 5000                                                                |                                                                     | 2 × 7500                                                            |                                                                     | 7500                                                      | 2 × 7500                                                   |
| Wasserversorgung      | Böhme                                                               | Böhme                                                               | Böhme                                                               | (?)                                                                 | Weser, 40 Brunnen                                         | Weser, 64 Brunnen                                          |
| Bahnkörper (km)       | 1                                                                   | 1,5                                                                 | 9                                                                   | 8,5                                                                 | 11,5                                                      | 42                                                         |
| Straße (km)           | (?)                                                                 | (?)                                                                 | 20                                                                  | 6,5                                                                 | 21                                                        | 84                                                         |
| heutige Nutzung       | Werk Fuchsberg, Dow Wolff Cell.                                     | Kläranlage, Waldbad, Schulzentrum                                   | Erholungsgebiet Eibia-Lohheide, Industrieanlagen                    | Sperrgebiet, gewerbl. Lager                                         | Gewerbe- und Industriegebiet, Wolfcenter, Erholungsgebiet | Sperrgebiet, Milit. Restnutzung, chem. Industrie           |
| Siedlungen, Wohnlager | Benefeld: Lohheide-Nord u. -Süd, Steinlager, Cordingen, Vorwalsrode | Benefeld: Lohheide-Nord u. -Süd, Steinlager, Cordingen, Vorwalsrode | Benefeld: Lohheide-Nord u. -Süd, Steinlager, Cordingen, Vorwalsrode | Benefeld: Lohheide-Nord u. -Süd, Steinlager, Cordingen, Vorwalsrode | Dörverden: Steinlager                                     | Liebenau: Stein I Steyerberg: Stein II                     |
| Arbeiterlager         | Benefeld: an der Westerharler Str., Hilperdingen, Graesbeck         | Benefeld: an der Westerharler Str., Hilperdingen, Graesbeck         | Benefeld: an der Westerharler Str., Hilperdingen, Graesbeck         | Benefeld: an der Westerharler Str., Hilperdingen, Graesbeck         | Drübber: Todt-Lager Stedorf: Wiebe-Lager Westen           | Liebenau: Liebenau I Steyerberg: Reeser L. und Liebenau II |

- Karte mit allen Koordinaten:
- OSM |
- WikiMap

## Bau- und Betriebsablauf
Ursprünglich waren die drei großen Eibia-Betriebe Walo II, Weser und Karl als „Schattenwerke“ geplant gewesen; das heißt, sie sollten erst im Mobilmachungsfall ihren Betrieb aufnehmen. Der Beginn des Zweiten Weltkrieges lag aber vor der Fertigstellung der Betriebsanlagen, so dass die Produktion sofort aufgenommen wurde. Für ihren Bau waren jeweils bis zu 70 Firmen beauftragt. Dazu kamen der Reichsarbeitsdienst (RAD) und nach Kriegsbeginn zahlreiche Zwangsarbeiter aus verschiedenen europäischen Ländern. Es zeichnet sich ab, dass sich die Bedingungen beim Bau der einzelnen Anlagen deutlich unterschieden. Der Bau der Bomlitzer Anlagen begann noch vor dem Zweiten Weltkrieg, wogegen die Anlagen an der Mittelweser währenddessen entstanden. Dadurch war hier der Bauablauf von vornherein durch Zwangsarbeit geprägt. Bei der Anlage Weser oblag die Bauausführung weitgehend der Organisation Todt, für die im Westen, nahe der heutigen B215, ein Zwangsarbeiterlager eingerichtet worden war. Bei der Anlage Karl bei Liebenau war der Anteil ausländischer Arbeiter mit über 80 % besonders hoch, was von staatlichen Stellen als Sicherheitsrisiko kritisiert wurde (bei ähnlichen Betrieben lag der Anteil um 50 %). Der äußerst schlechte Gesundheitszustand der zugewiesenen Kriegsgefangenen aus der Sowjetunion machte sie weitgehend arbeitsunfähig. Bereits in der Bauphase starben mindestens 600 von über 2000 von ihnen, vor allem an Ruhr, Typhus und Tuberkulose.
1940 richtete die Gestapo Hannover am Ortsrand von Liebenau ein Arbeitserziehungslager für etwa 250 bis 500 Häftlinge ein, das nicht zuletzt als disziplinierende Bedrohung für die Zwangsarbeiter zu fungieren schien. Die dortigen Lagerbedingungen waren denen eines Konzentrationslagers wohl ähnlich. Es wurde im Mai 1943 nach Lahde verlegt. Auch in Benefeld wurde 1944 ein Lager außerhalb der Eibia-Lager eingerichtet. Ab August 1944 wurden im KZ Bergen-Belsen weibliche Häftlinge vor allem aus dem KZ Auschwitz-Birkenau eingeliefert, die zum Teil in Außenkommandos weiterverteilt wurden; das im September 1944 errichtete KZ-Außenlager Benefeld bestand jedoch nur sechs Wochen.
Die Führungskräfte und das technische Fachpersonal kamen anfangs überwiegend von der Firma Wolff & Co., die sie dafür freigestellt hatte. Die sonstigen Arbeitskräfte bestanden nach Beginn des Zweiten Weltkrieges in zunehmendem Maße aus so genannten Fremdarbeitern, die anfangs als Freiwillige oder zumindest formal Freiwillige aus den besetzten Ländern angeworben wurden. Diese Arbeitsverhältnisse bekamen im Verlaufe des Krieges zunehmend Zwangscharakter. Im Protektorat Böhmen und Mähren, Polen und der Sowjetunion wurden arbeitsfähige Menschen von vornherein gewaltsam rekrutiert und der deutschen Rüstungsindustrie zugeführt. Auch an ihren Einsatzorten wie den Eibia-Betrieben wurden sie entsprechend detaillierter Vorgaben des Heereswaffenamtes und der zugehörigen Montan G.m.b.H. deutlich schlechter behandelt als die Arbeiter aus Ländern Mittel- und Westeuropas und auch nur in Holzbaracken untergebracht. Zwangsarbeiter wie auch Kriegsgefangene aus Osteuropa (als „Ostarbeiter“ bezeichnet) wurden zudem in den gefährlichsten Produktionsbereichen eingesetzt. Trotz der baulichen und organisatorischen Sicherheitsvorkehrungen (Einbahnverkehr, Schutzwälle, Ausblaswände, geschwungene Hohlwegsysteme, spezielle Löschvorrichtungen, Abstände) kam es in allen Betrieben zu mehreren Explosions- und Brandunfällen, wobei oft auch Tote zu beklagen waren. Einige Arbeitsplätze brachten durch ungeschützten Umgang mit Chemikalien spezielle Gesundheitsgefährdungen mit sich. Besonders problematisch entwickelte sich die humanitäre Situation in der Anlage Karl. Beim unter großem Zeitdruck erfolgten Bau und der anschließenden Produktionsphase kamen insgesamt rund 2000 Personen durch Unterernährung, Willkür, Entkräftung und Krankheiten ums Leben.
| Standort            | Bomlitz                                         | Bomlitz                                | Bomlitz                                         | Bomlitz                                         | Dörverden                 | Liebenau / Steyerberg                                  |
| Tarnname der Anlage | Waldhof                                         | Walo I                                 | Walo II (Fertigung)                             | Walo II, Abt. Löverschen                        | Weser (m. Abt. Diensthop) | Karl                                                   |
| ------------------- | ----------------------------------------------- | -------------------------------------- | ----------------------------------------------- | ----------------------------------------------- | ------------------------- | ------------------------------------------------------ |
| Beschäftigte (ca.)  | 500                                             | 150                                    | 5000                                            | 200                                             | 1700                      | 3000                                                   |
| Produkte            | Versuchsanlage für Nitrocellulose und NC-Pulver | Forschungsanlage für POL-Pulver und NG | Nitroglycerin, POL-Pulver, NC-Pulver, NG-Pulver | Lager (3000 to), Schießbahnen, Raketenprüfstand | NC-Pulver, A-Pulver       | NC- und NG-Pulver, Raketentreibsätze, Produktrecycling |
| Kapazität (to/a)    | 3600                                            | 1200                                   | 18000                                           |                                                 | 5400                      | 18000                                                  |
| 1938/39 (to)        | (?)                                             | 377                                    |                                                 |                                                 |                           |                                                        |
| 1939/40 (to)        | (?)                                             | 961                                    | 1218                                            |                                                 |                           |                                                        |
| 1940/41 (to)        | (?)                                             | 1004                                   | 6545                                            |                                                 |                           |                                                        |
| 1941/42 (to)        | (?)                                             | 915                                    | 14589                                           |                                                 | 99                        | 1161                                                   |
| 1942/43 (to)        | (?)                                             | (bei Walo II)                          | 15024                                           |                                                 | 1151                      | 10429                                                  |
| 1943/44 (to)        | (?)                                             | (bei Walo II)                          | 15900                                           |                                                 | 1250                      | 15600                                                  |
| 1944/45 (to)        | (stillgelegt)                                   | (bei Walo II)                          | 12500                                           |                                                 | 980                       | 13600                                                  |
| gesamt (to)         | (?)                                             | 3257                                   | 65776                                           |                                                 | 3480                      | 40790                                                  |

## Nachnutzung

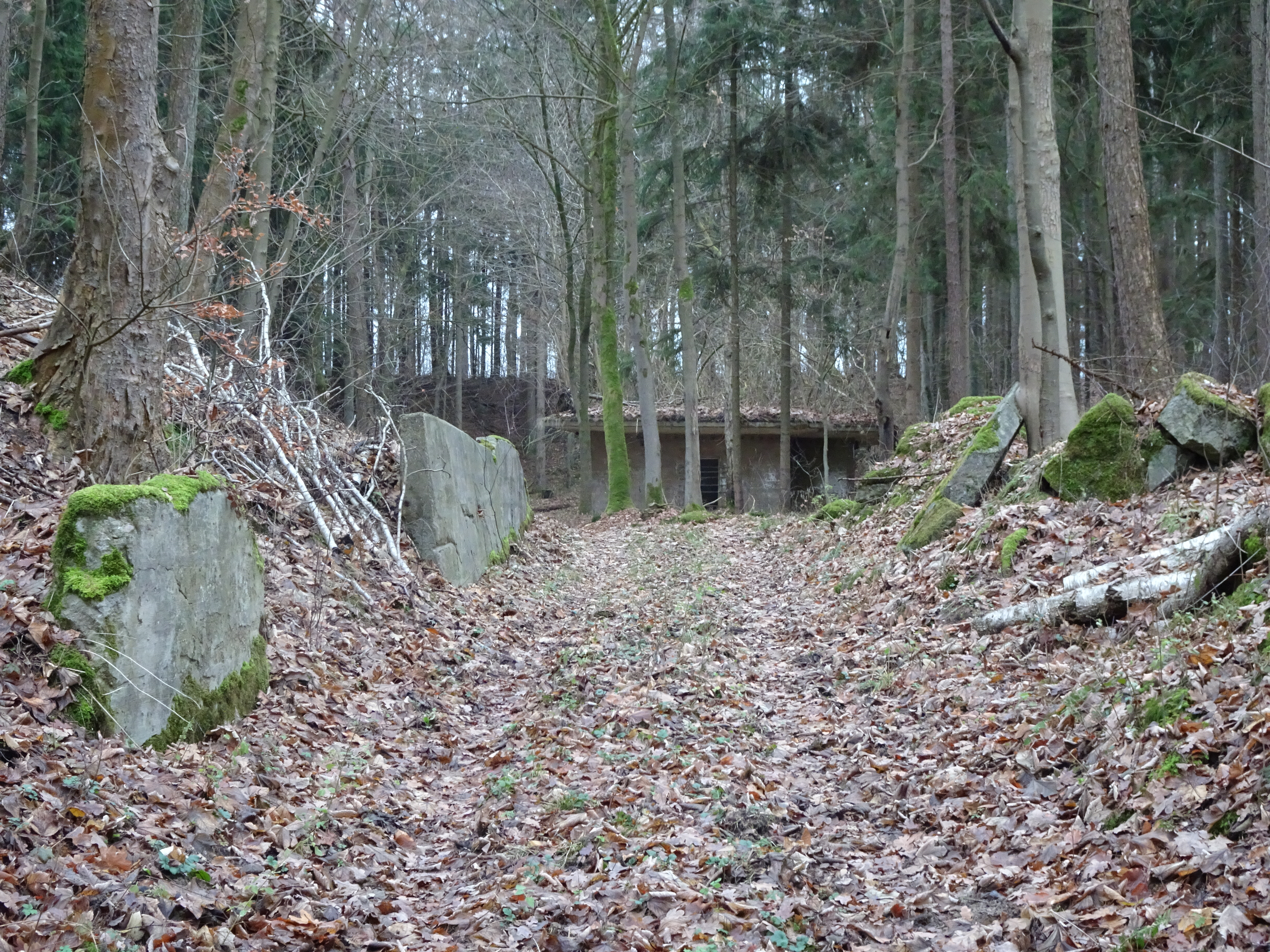
Reste eines Hohlwegs und des Schneidwerks im Werk Walo II, Bomlitz

Die Bomlitzer Anlagen sind heute entweder industriell genutzt oder, zum überwiegenden Teil, Erholungsgebiet. Nur sehr wenige Gebäude der Fabrikationsanlagen sind erhalten. Die meisten Gebäude wurden auf Veranlassung der britischen Militärregierung durch die Britische Armee im angetroffenen Betriebszustand unbrauchbar gemacht oder ganz gesprengt, mit der Folge, dass brisante Chemikalien in den Rohrleitungen verblieben und bis zum Abschluss der gefährlichen Räumung und Sanierung der Betriebsgelände im Jahre 1989 den Untergrund kontaminierten. Der in den 1960er Jahren geplante Bau einer Kaserne auf dem Gelände wurde wegen des Widerstandes der Gemeinde Bomlitz nicht umgesetzt. Daher konnte das abwechslungsreiche Gelände in den 1990er Jahren zum Erholungsgebiet Eibia/Lohheide gestaltet werden.
Das Eibia-Verwaltungsgebäude in Benefeld wurde vom 1. Januar 1947 bis zum 31. Dezember 1948 für das Spruchgericht Benefeld-Bomlitz genutzt, danach wurde es Standort einer Waldorfschule. Die Arbeitersiedlungen sind im Ort Benefeld aufgegangen, die sonstigen Lager sind abgerissen worden.
Die Dörverdener Anlage wurde großenteils zunächst von der Niedersachsen-Kaserne eingenommen, bis sie 2003 geschlossen wurde. Auf einem Teil des Geländes wurde 2010 das Wolfcenter Dörverden eingerichtet. Große Teile sind frei oder zeitweise zugänglich und sind mit Informationstafeln versehen. Der zugängliche Gebäudebestand ist gut erhalten. Die Wohnlager sind Teil des Ortes Dörverden geworden, die Barackenlager sind abgerissen. Der denkmalgeschützte Heisenhof wurde viele Jahre als Standortverwaltung der Bundeswehr genutzt. Er war im Jahr 2008 wegen der Aktivitäten rechtsextremer Gruppierungen Gegenstand juristischer Auseinandersetzungen.
Die Anlagen zwischen Liebenau und Steyerberg sind noch größtenteils Sperrgebiet. Auch sie wurden zunächst als Reparationsleistung demontiert, jedoch nicht wie die sonstigen Eibia-Werke zerstört, da die Briten schon begonnen hatten, hier das seinerzeit größte Munitionslager in Deutschland einzurichten. Nachdem das Gelände 1951 an die IVG übergegangen war, wurde die Anlage an das deutsche und britische Militär, sowie vorwiegend an Rüstungsunternehmen verpachtet. 1957 produzierten dort die Verwert-Chemie 2, die Liebenau-Chemie GmbH und die Liebenauer Metall-GmbH (alle zu Dynamit Nobel gehörend). Nach Jahren starken Produktionsrückgangs (1962 zusammen rund 2500 Arbeitsplätze, 1974 noch rund 500 Arbeitsplätze) übernahm die niederländische Firma Eurometaal im Jahr 1977 die Anlagen und produzierte an diesem Standort, bis sie 1994 die Anlagen zur Granatenherstellung in die Niederlande verlagerte (begründet mit dem Verbot des Bundessicherheitsrats, Granaten in die Türkei zu exportieren). Parallel unterhielt die Bundeswehr bis 1995 ein Munitionsdepot, von 1963 bis 1992 auch ein Atomwaffendepot. Derzeit steht das Eibia-Areal zur Disposition. Als Wohnsiedlungen erhalten sind lediglich die Lager Stein I und Stein II. Das Schloss Eickhof (ehemalige Verwaltung) ist als Zen-Kloster genutzt, die Grünanlagen sind zu japanischen Gärten umgestaltet worden.

## Historische Aufarbeitung

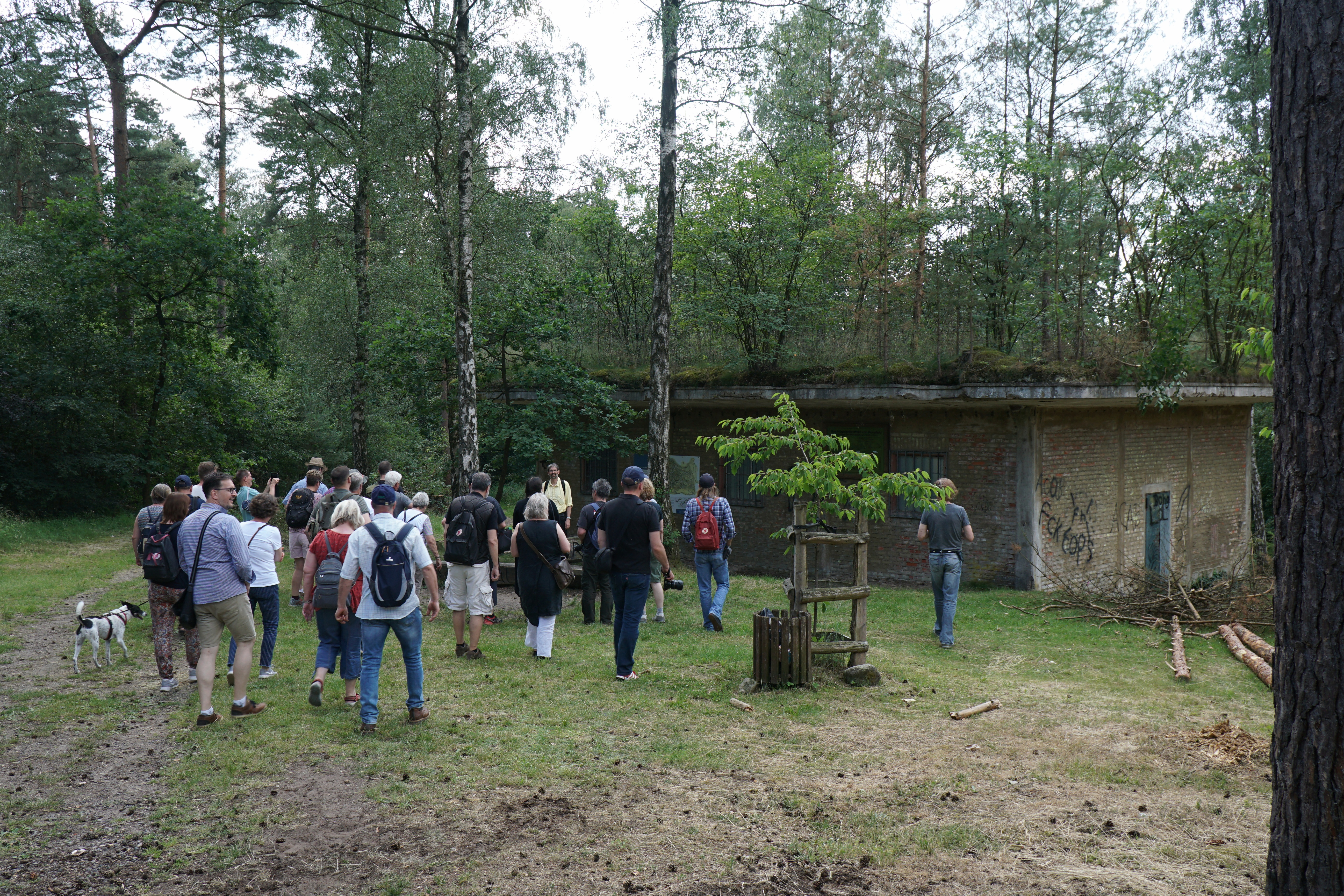
Führungen zur Historie der Eibia, veranstaltet im Rahmen des Forum Bomlitz

In der ehemaligen Gemeinde Bomlitz trägt die Stiftung Geschichtshaus Bomlitz die Informationen zur Industrie- und Sozialgeschichte des Ortes zusammen. Sie werden in Informationsbriefen, Vorträgen, einer Internetpräsenz und der Schriftenreihe Rückblende veröffentlicht.
Im Eibia-Gelände bei Dörverden sind an den erhaltenen Bauten Informationstafeln angebracht worden. Private Internetpräsenzen stellen das Gelände und seine Problematik dar.
Mehrere örtliche Arbeitsgruppen mit eigenen Internetpräsenzen beschäftigen sich mit der Historie des dortigen Eibia-Werkes und seiner Nachnutzungen. An die Opfer der Zwangsarbeit zwischen 1939 und 1945 erinnert heute eine kleine Gedenkstätte an der Westseite des Areals bei Hesterberg.
In der ehemaligen Hauptschule in Liebenau eröffnete 2023 ein Bildungs- und Begegnungszentrum, in dem die Dokumentationsstelle Pulverfabrik Liebenau ihren Sitz hat. Dort befindet sich eine Dauerausstellung zur früheren Munitionsfabrik.